# Museo de la Gran Minería del Cobre
El Museo de la Gran Minería del Cobre es un museo de historia, inaugurado en diciembre de 2002, situado en la comuna chilena de Machalí, Región del Libertador General Bernardo O'Higgins, específicamente en la exurbe minera de Sewell, que se ubica sobre la Cordillera de los Andes, entre 1530 y 2200 m s. n. m., y que fue catalogada como Patrimonio de la Humanidad por la Unesco en 2006. El museo cuenta con un total de 9 salas temáticas, que albergan más de 2200 objetos que ilustran la historia minera de dicho asentamiento, el que fuera hasta 1971 el principal centro civil de El Teniente, la mina subterránea de cobre más grande del mundo.

## Origen
La necesidad de constituir un museo para preservar y representar la historia del asentamiento de Sewell derivó en primera instancia de su declaratoria como Monumento Histórico Nacional de Chile, en 1998. Esta declaración trajo consigo la elaboración de un plan estratégico para asegurar la sostenibilidad y el estado del sitio, así como la correcta difusión de su patrimonio histórico y cultural. Bajo este segundo principio se delineó la idea de establecer un museo dentro del área delimitada de conservación, de manera que en 2001 se procedió al diseño del espacio físico museográfico, el cual quedó al cobijo del edificio N.º 129 se Sewell, hasta su habilitación e inauguración como museo en diciembre de 2002.

## Edificio
El edificio N.º 129 de Sewell, donde se asienta el museo desde su apertura en 2002, fue construido en 1936, en estilo moderno, y albergó la antigua Escuela Industrial de la ciudad. Es una estructura de madera, erigida «mediante el sistema constructivo plataforma, y revestido exteriormente en estuco de hormigón sobre malla metálica», con un total de cuatro plantas, que en su conjunto suman un espacio de 1527 metros cuadrados, aunque de estos el museo ocupa solo dos de los cuatro niveles, traducibles a 785 metros cuadrados.

## Colección
El museo posee nueve salas temáticas, cada una con sus propias colecciones:
1. El mundo del cobre: Aborda el papel del uso del cobre en la civilización humana a través del tiempo hasta el presente.[1]
2. El cobre y la geología: Se analiza el proceso geológico que da curso al yacimiento de El Teniente, y la manera en que los geólogos realizan prospecciones mineras para el descubrimiento de nuevas betas de cobre.[1]
3. Minerología: Se exhibe la diversidad de minerales que son posibles de hallar en la mina de El Teniente, junto con fotografías de la Caverna de los Cristales, sitio dentro de la mina de donde provienen algunos de los cristales de la muestra.[1]
4. La minería en Chile y William Braden: Describe el hito fundacional del asentamiento minero, como así también la labor en los diferentes oficios por parte de los primeros trabajadores de El Teniente.[1]
5. La vida en Sewell: Exhibe los diferentes objetos y utensilios que eran usados en la cotidianidad de Sewell, y sus narrativas más allá de la minería.[1]
6. Esfuerzo e ingenio minero: Analiza el esfuerzo ingenieril para levantar la infraestructura productiva en un contexto de aislamiento y adversidad natural.[1]
7. Seguridad minera: Explora la evolución temporal de las normas de seguridad al interior de la mina, a través de las tragedias e hitos de adaptabilidad, exigencia y calidad.[1]
8. Sewell, una singular arquitectura: Sala especializada en las respuestas de adaptabilidad por parte de la arquitectura y urbanismo a la compleja ubicación de este asentamiento,[1]
9. Colección Codelco: Contempla un total de 845 objetos que evidencian las diferentes formas funcionales y artísticas del cobre, en su diversidad cultural y temporal.[1]

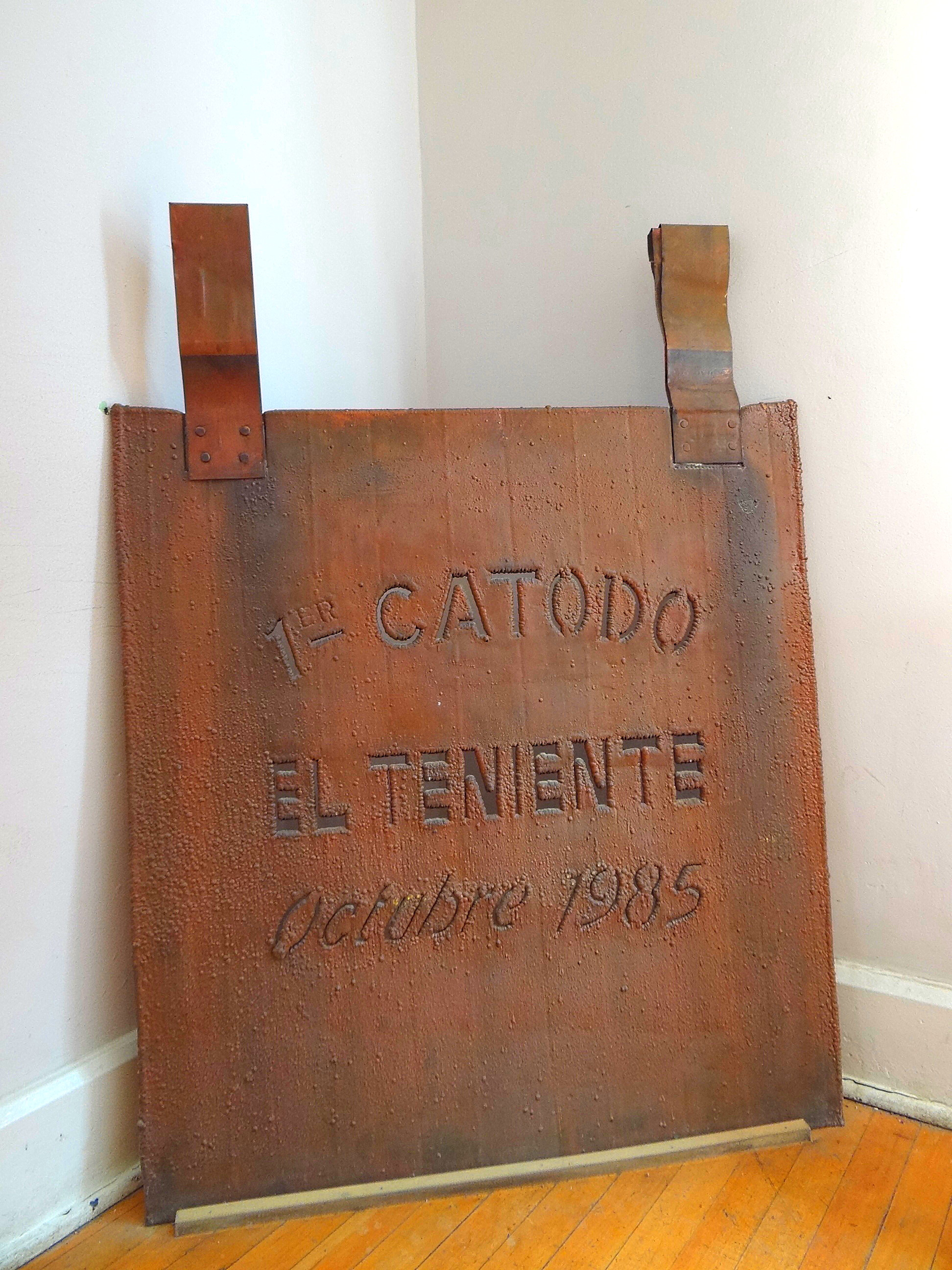
Primer cátodo de cobre de El Teniente.
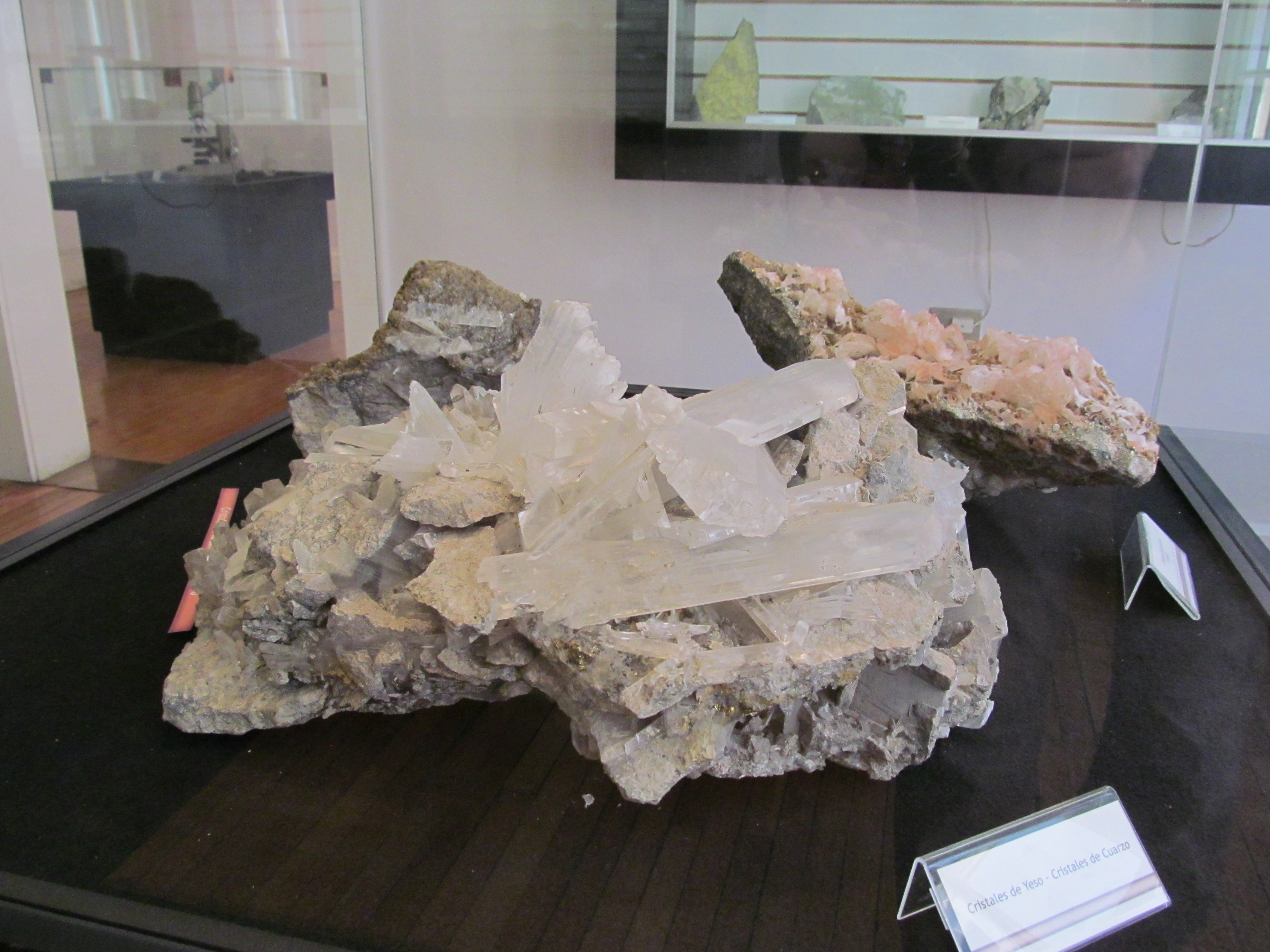
Algunos minerales de la colección minerológica del museo.
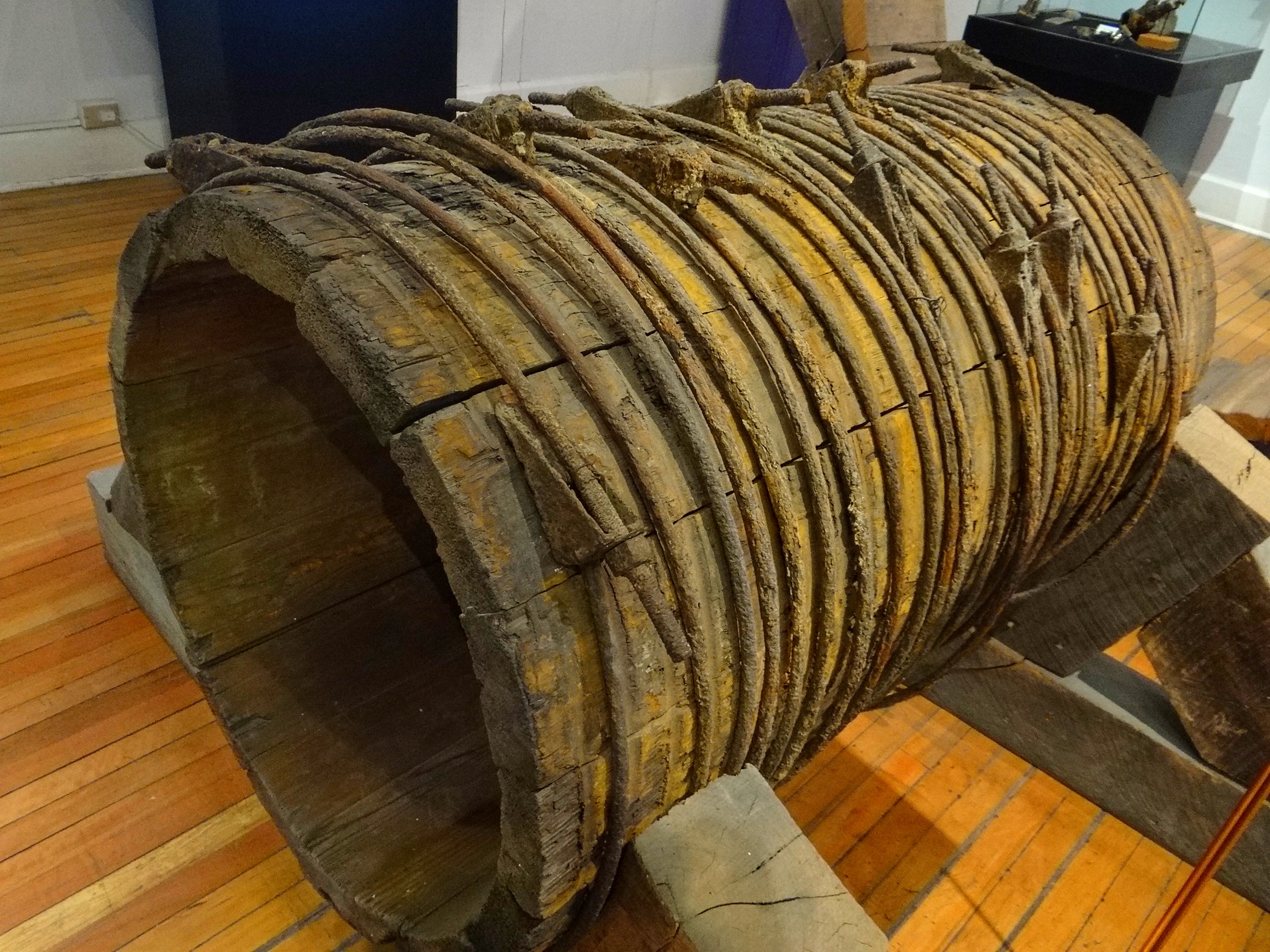
Tubería hecha de madera de sequoia para el suministro de agua a la planta hidroeléctrica del lugar.
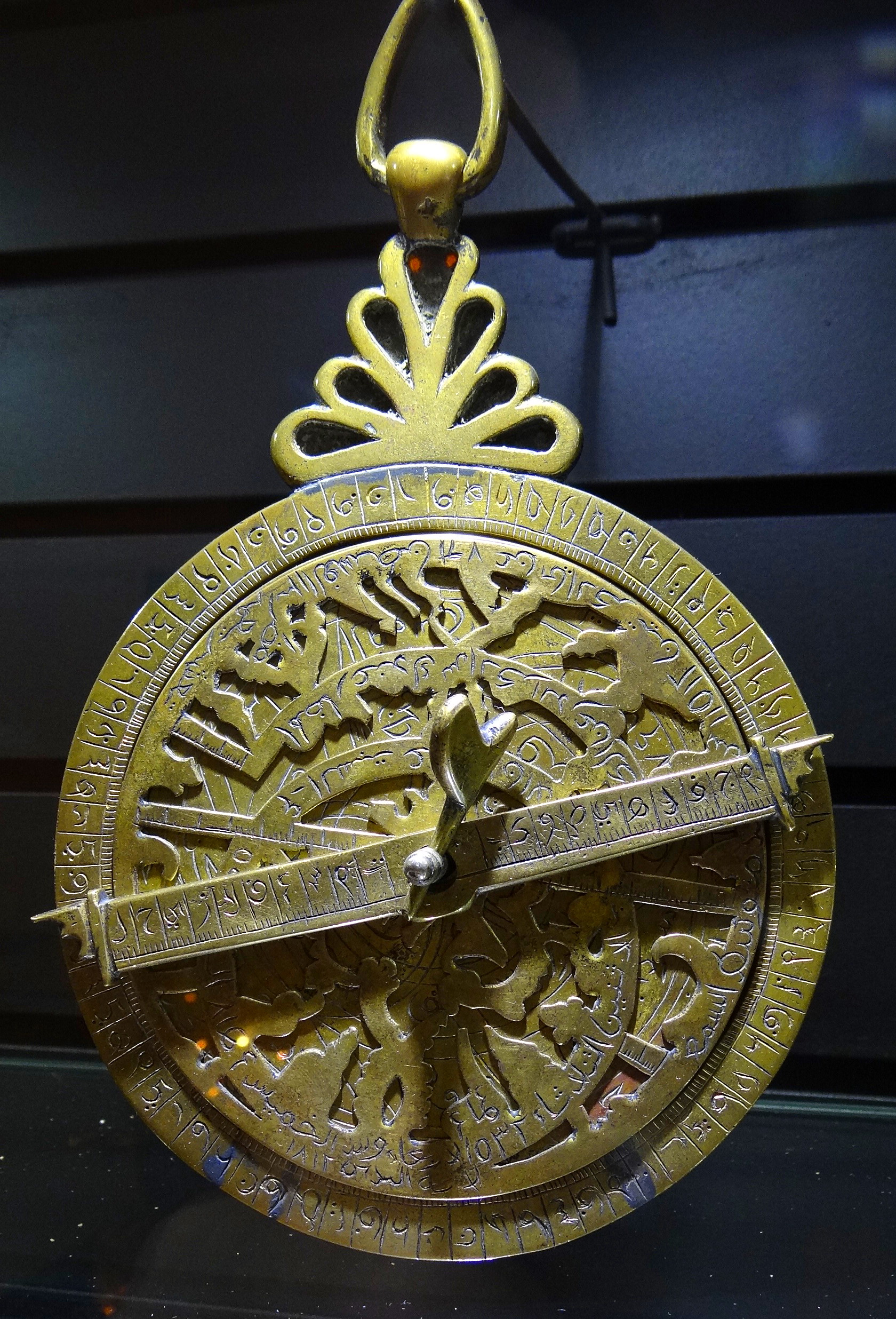
Astrolabio marroquí forjado en cobre, datado del siglo XIX.
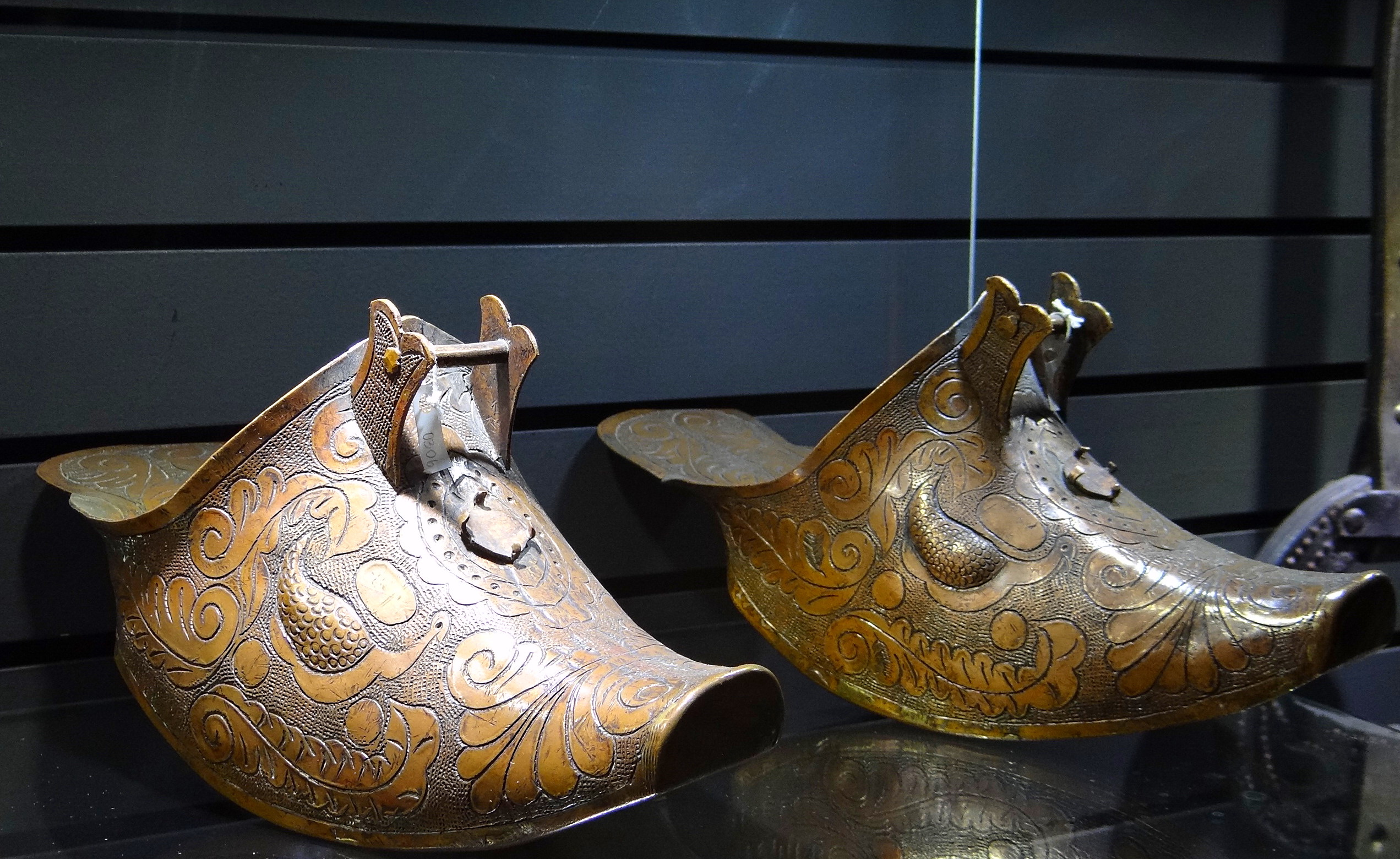
Estribos de zapatos, también diseñados en cobre.